# Ancistrocerus agilis
Ancistrocerus agilis är en stekelart som beskrevs av Smith. Ancistrocerus agilis ingår i släktet murargetingar, och familjen Eumenidae. Inga underarter finns listade i Catalogue of Life.